# Svenska tjugokronorsmyntet
Det svenska tjugokronorsmyntet började präglas i och med att Sverige införde kronan som myntstandard 1873. Det präglades åren 1873–1881, 1884–1887, 1889–1890, 1895, 1898–1902 och det sista år 1925. Detta mynt var dessutom det sista reguljära guldmynt som gjordes i landet. Kort därefter avskaffades guldmyntfoten som var grunden till att guldmynt gjordes. 20-kronorsmyntet är gjort i en legering som består av 90 % guld och 10 % koppar. Myntet har en bruttovikt om 8,95 gram och en finvikt om 8,06 gram.